# لیمن گود
لیمن گود (انگلیسی: Lyman Good؛ زادهٔ ۲۶ مهٔ ۱۹۸۵) ورزشکار هنرهای رزمی ترکیبی و کاراته‌کا اهل ایالات متحده آمریکا است. وی از سال ۲۰۰۵ میلادی تاکنون مشغول فعالیت است.

## زندگینامه
گود در بخش اسپانیایی هارلم نیویورک به دنیا آمد و بزرگ شد و همراه با دو خواهرش تنها توسط مادرش بزرگ شد. پس از دوران کودکی پر دردسر، مادر لیمن احساس کرد که درگیر کردن پسرش در هنرهای رزمی راه خوبی برای او برای رهایی از عصبانیت است.
خارج از مبارزه، لیمن همچنین یک سنسی/مربی هنرهای رزمی ترکیبی تایگر شولمان در منهتن، نیویورک است.